# Chris Xu
Chris Xu (* 4. Februar 1969 in Harbin als Xu Guanghong (chinesisch 徐光宏, Pinyin Xú Guānghóng)) ist eine ehemalige kanadische Tischtennisspielerin chinesischer Herkunft. Sie nahm an sechs Weltmeisterschaften sowie an den Olympischen Spielen 2000 teil.
Bei den Olympischen Spielen 2000 in Sydney trat sie nur im Doppelwettbewerb zusammen mit der Kanadierin Xiao-Xiao Wang an. Hier verloren sie gegen Qianhong Gotsch/Jie Schöpp (Deutschland) und auch gegen Gao Jun/Michelle Do (USA).

## Turnierergebnisse
| Verband | Veranstaltung     | Jahr | Ort       | Land | Einzel     | Doppel     | Mixed      | Team |
| ------- | ----------------- | ---- | --------- | ---- | ---------- | ---------- | ---------- | ---- |
| CAN     | Olympische Spiele | 2000 | Sydney    | AUS  |            | Qual.      |            |      |
| CAN     | Pro Tour          | 2012 | Doha      | QAT  | Qual.      |            |            |      |
| CAN     | Pro Tour          | 2005 | Harbin    | CHN  | Qual.      | letzte 16  |            |      |
| CAN     | Pro Tour          | 2005 | Suncheon  | KOR  | Qual.      | Halbfinale |            |      |
| CAN     | Pro Tour          | 2004 | Leipzig   | GER  | Qual.      | letzte 64  |            |      |
| CAN     | Weltmeisterschaft | 2012 | Dortmund  | GER  |            |            |            | 29   |
| CAN     | Weltmeisterschaft | 2008 | Guangzhou | CHN  |            |            |            | 28   |
| CAN     | Weltmeisterschaft | 2006 | Bremen    | GER  |            |            |            | 32   |
| CAN     | Weltmeisterschaft | 2005 | Shanghai  | CHN  | letzte 128 |            | letzte 128 |      |
| CAN     | Weltmeisterschaft | 2004 | Doha      | QAT  |            |            |            | 33   |
| CAN     | Weltmeisterschaft | 2003 | Paris     | FRA  | letzte 128 | letzte 64  |            |      |
| CAN     | World Cup         | 2003 | Hongkong  | HKG  | Qual.      |            |            |      |